# Masiphya floridana
Masiphya floridana là một loài ruồi trong họ Tachinidae.